# Johann Friedländer

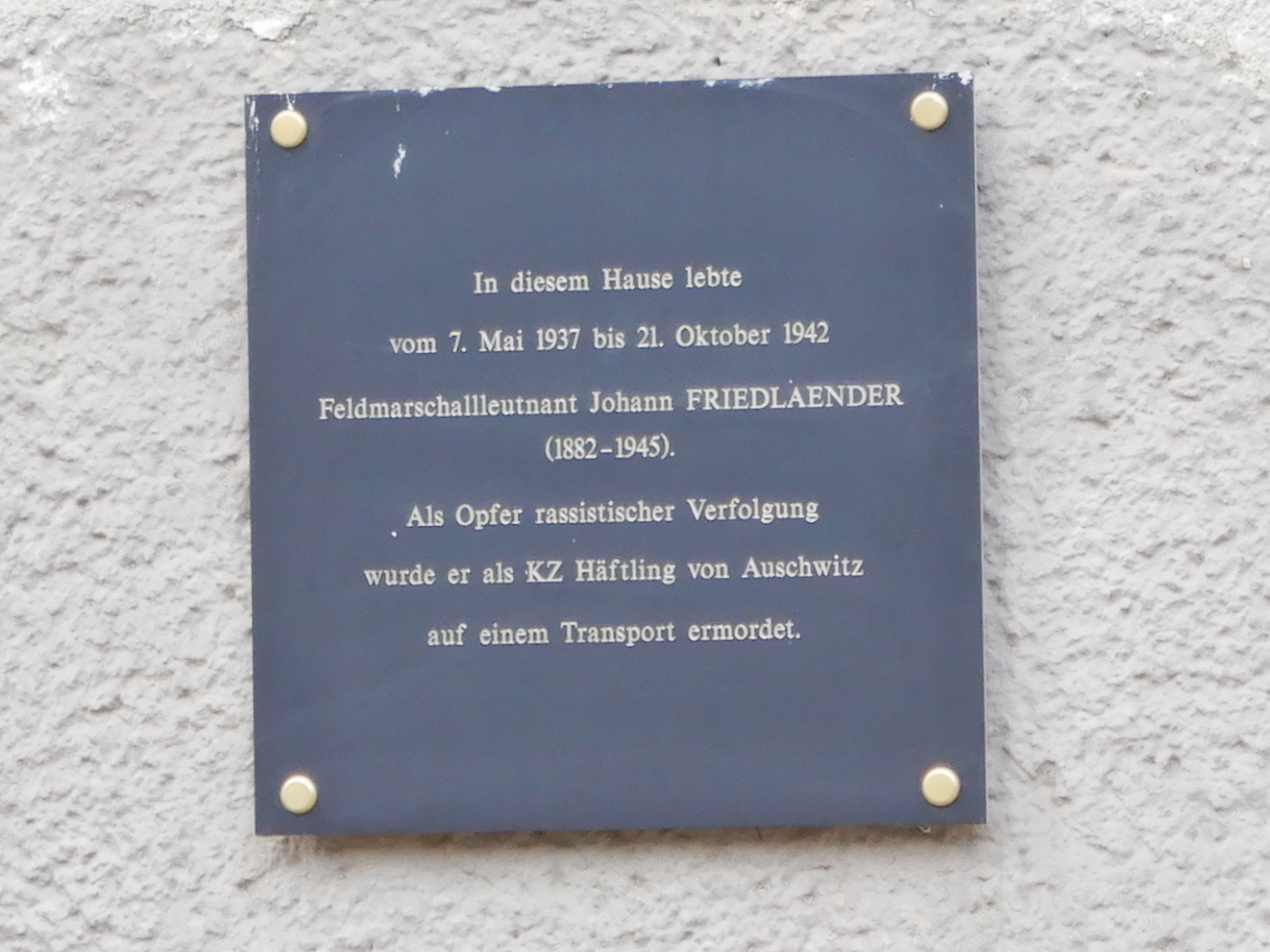
Gedenktafel für Johann Friedländer an seinem ehemaligen Wohnhaus

Johann Georg Franz Friedländer (* 5. November 1882 in Bern, Schweiz; † 20. Jänner 1945 zwischen Auschwitz und Loslau) war ein Feldmarschallleutnant des ersten österreichischen Bundesheeres, der von den Nationalsozialisten in das KZ Auschwitz verschleppt und kurz vor Kriegsende 1945 auf dem Marsch vom KZ Auschwitz nach Loslau ermordet wurde.

## Leben
Friedländers Vater stammte aus einer jüdischen Familie aus Schlesien, seine Mutter war katholische Wienerin. Der Vater, der früh zum Christentum übergetreten war, lehrte zeitweise als Gymnasialprofessor in Bern, doch übersiedelte die Familie bald nach der Geburt des Sohnes nach Wien. 1897 trat Friedländer in die Infanterie-Kadettenschule Wien-Hütteldorf ein. Zum Feldjägerbataillon Nr. 21 ausgemustert, wurde er am 1. November 1902 zum Leutnant ernannt. 1906–1909 absolvierte er die Generalstabsausbildung an der Kriegsschule in Wien. Als Oberleutnant wurde er zum Generalstab der 20. Infanteriebrigade in Königgrätz versetzt und 1912 zum Kommando des XII. Armeekorps nach Ragusa transferiert. 1913 wurde er als Hauptmann in den Generalstab übernommen. Im gleichen Jahr heiratete er die Malerin Margarethe Abel. Dass sie selbst Christin, ihre Eltern aber jüdischer Abstammung waren, war damals kaum von Belang, sollte aber später tragische Folgen haben.
Nach Kriegsausbruch 1914 nahm er mit dem XVI. Armeekorps am Serbienfeldzug teil. Nach dem Kriegseintritt Italiens wurde das Korps zur Küstenverteidigung in den Raum Fiume verlegt. 1916 wurde er der 5. Gebirgsbrigade in Görz zugeteilt, mit der er an der 6., 7. und 8. Isonzoschlacht teilnahm. Am 7. Dezember wurde er bei Görz  schwer verwundet. Nach seiner Genesung war er ab Februar 1917 dem Stab des Flottenkommandanten zugeteilt und diente 6 Monate an Bord von Kriegsschiffen in der nördlichen Adria. Dann wurde er zum IV. Armeekorps versetzt, bei dem er sich in der 12. Isonzoschlacht (Durchbruch von Flitsch-Tolmein) auszeichnete. Am 1. November 1917 zum Major befördert, wurde er im Februar 1918 ins Kriegsministerium berufen. Dort wurde er mit der Leitung der sozialpolitischen Gruppe der kriegswirtschaftlichen Abteilung betraut. Sie sollte vor allem die Vermittlung zwischen Gewerkschaften und Industrie wahrnehmen.
Nach Kriegsende wurde er in das neugeschaffene Staatsamt für Heereswesen übernommen. Sein früherer Untergebener im Kriegsministerium, Oberleutnant der Reserve Julius Deutsch, war nun Staatssekretär für Heereswesen und zog ihn zur Mitarbeit beim Aufbau der „Volkswehr“ heran. Nach Aufstellung des 1. Bundesheeres wurde er mit 1. Jänner 1921 als Oberstleutnant übernommen und im Präsidialbüro des Ministeriums verwendet. 1924 wurde er zum Oberst befördert und zum Infanterieregiment Nr. 2 versetzt.  Ende 1925 wurde er Regimentskommandant. 1927 wieder in das Ministerium versetzt, übernahm er 1932 als Generalmajor die Leitung der Ausbildungsabteilung. Nach kurzer Verwendung im Heeresinspektorat ab Oktober 1936 trat er mit 31. März 1937 als Feldmarschallleutnant in den Ruhestand.
Nach dem „Anschluss Österreichs“ an das Deutsche Reich im März 1938 änderte sich seine Situation. Denn nach der abstrusen Logik der Nürnberger Rassegesetze galt Friedländer, obwohl nach dem Reichsbürgergesetz „Halbjude“, durch seine Ehe mit einer christlichen Frau mit zwei jüdischen Elternteilen als Geltungsjude. Das Ansinnen, sich zur Besserung seiner  Lage von ihr scheiden zu lassen, lehnte er ab. Versuche von Offizierskameraden, ihm zu helfen, brachten nur temporäre Erfolge und führten eher zu einer unrealistischen Beurteilung seiner Lage. Bis 1942 durfte er in seiner Wohnung in Hietzing bleiben. Doch dann wurde er gezwungen, sie zu räumen und in das Ghetto Leopoldstadt zu übersiedeln. Anfang September 1943 wurde das Ehepaar Friedländer in das Ghetto Theresienstadt verschickt, wo beide als sogenannte „Prominente“ galten. Nach dem Tod seiner Frau im Mai 1944 wurde er im Oktober nach Auschwitz deportiert. Als „noch Arbeitsfähiger“ kam er nicht sofort in die Gaskammer, sondern lebte noch einige Monate unter menschenunwürdigen Bedingungen im Lager. Als dieses wegen des Nahens der sowjetischen Truppen am 18. Jänner 1945 geräumt wurde, begann für ihn und seine Mithäftlinge der „Todesmarsch“ nach Loslau. Wer nicht mehr weiterkonnte, wurde erschossen. Dieses Schicksal traf auch ihn am dritten Marschtag. Sein SS-Mörder rühmte sich lachend mit den Worten: „Der Feldmarschall hat zwei Kugeln bekommen!“. Die polnischen Historiker Jan Delowicz und Piotr Hojka weisen darauf hin, dass der Tod des Marschalls mehrere Minuten vom Bahnhof in Wodzisław Śląski (Loslau) entfernt stattfand, höchstwahrscheinlich 
in Loslau selbst.

## Militärische Auszeichnungen (Stand 1933)
- Erinnerungskreuz 1912–1913
- Militärjubiläumskreuz
- Verwundetenmedaille
- Bronzene Militär-Verdienstmedaille am Bande des Militärverdienstkreuzes mit Schwertern
- Silberne Militär-Verdienstmedaille am Bande des Militärverdienstkreuzes mit Schwertern
- Militärverdienstkreuz III. Klasse mit der Kriegsdekoration und Schwertern
- Orden der Eisernen Krone III. Klasse mit der Kriegsdekoration und Schwertern
- Goldenes Ehrenzeichen für Verdienste um die Republik Österreich